# 民主柬埔寨之声
民主柬埔寨之声，是由流亡中国的红色高棉人士在北京设立的地下电台，1979年1月7日，民主柬埔寨首都金边在柬越战争中被柬埔寨救国民族团结阵线与越南人民军占领，推翻波尔布特为首的民主柬埔寨政权，不少红色高棉人士流亡中华人民共和国，部分在华红色高棉人士因此设立了民主柬埔寨之声电台，用中国国际广播电台的发射台使用短波对柬埔寨人民共和国广播，现已停播。